# Michel Marre
Michel Marre (* 12. August 1946 in Rodez) ist ein französischer Jazztrompeter (auch Flügelhorn, Tuba, Euphonium, Clairon, Saxophon, Piano) und Komponist.

## Leben und Wirken
Marre entdeckte nach einer klassischen Klavierausbildung mit 18 Jahren den Jazz; er begann seine Laufbahn als Jazzmusiker bei den New Orleans Hot Peppers, die das Repertoire von King Oliver, Louis Armstrong, Duke Ellington und Fletcher Henderson spielten. Ab 1971 verbrachte er zwei Jahre in Afrika und entdeckte die Möglichkeiten des Free Jazz. Nach seiner Rückkehr nach Frankreich beschäftigte er sich mit der Musik Südfrankreichs und der Bretagne und wirkte an mehreren Aufnahmen des Intercommunal Free Dance Music Orchestra von François Tusques mit, zuletzt am Album  Après la Marée Noire (1979).
Im Jahr 1979 gründete Merre die afro-okzitanische Fusion-Jazz-Formation Cossi Anatz, mit der er bei verschiedenen Festivals auftrat. 1985 begleitete er Archie Shepp und wirkte an dessen Album Hommage à Billie Holiday mit. Als Sideman arbeitete er u. a. mit Sophia Domancich, Claude Martí, Jean-Marc Padovani, Louis Sclavis, Daniel Humair, Jean-Marie Carlotti, Marc Ducret, Mal Waldron, Henri Texier (La Companera, 1989) und Serge Lazarevitch zusammen. 
Im Jahr 1998 erhielt Marre ein Stipendium für einen Aufenthalt in der Villa Medici, wo er sich der Komposition Neuer Musik widmete. Nach seiner Rückkehr nach Frankreich schrieb er Musik für Orchester, außerdem gründete er Gavachs, ein zwölfköpfiges Orchester mit indischen und französischen Musikern, das auch ungewöhnliche Instrumentalklangfarben wie die Drehleier und exotische Trommeln wie die Dholak und Crotales umfasst. In den 2000er Jahren bereiste er Rajasthan, Rumänien und Ungarn; in Russland arbeitete er mit dem Orchester von Nowosibirsk, in Kirgistan mit dem kirgisischen Nationalensemble. Mit 120 Musikern stellte er die Formation Harmonie Européenne zusammen. Ab dem Jahr 2006 gehörte er drei Jahre zum Orchestre National de Jazz unter Leitung von Franck Tortiller. 2011 gründete er die Michel Marre Ethnic Héritage, die auf dem Festival de Radio France vorgestellt wurde.

## Diskographische Hinweise
- Mal Waldron / Doudou Gouirand / Michel Marre: Space (52 Rue Est 1986)
- Sardana Jazz
- Marre Fiction
- Down to the Fiesta (1991)
- Waldron, Marre, Gouirand: Le Matin D'Un Fauve (1993)
- Mindélo (1994, mit Doudou Gouirand, Joël Allouche, Michel Godard, René Nan, Pierre Peyras u. a.)
- Jean-Marie Carlotti, Michel Marre Trobar, Chansons des Troubadours (Silex 1995)
- Indians Gavachs (Nord Sud 2002, mit Sylvain Beuf, Jean-Marc Padovani, Guillaume Orti, Dominique Rejef, Shibdatt Gokul, Philippe Renault, Francesco Vastellani, Gazzi Khan, Firaz Manganhiars, François Thuillier, Julien Armani)
- Mamaliga Mood (2004)

## Lexikalische Einträge
- Philippe Carles, André Clergeat, Jean-Louis Comolli: Nouvelle dictionnaire du jazz. Paris 2011; ISBN 9782221-115923